# Gifkendorf
Gifkendorf (niederdeutsch Gifkendörp) ist ein Ortsteil der Gemeinde Vastorf in Niedersachsen.

## Geographie
Der Ort liegt 500 Meter südlich von Vastorf. Eineinhalb Kilometer südwestlich befinden sich die Großsteingräber von Rohstorf.

## Geschichte
Am heutigen Ort befand sich um Christi Geburt eine germanische Siedlung, die wahrscheinlich im 3.–4. Jh. verschwand.
Das Dorf entstand viel später. Die erste Erwähnung im Archiv ist datiert im Jahr 1262 nach Chr. Aber das Dorf war ein bißchen älter. Wahrscheinlich entstand es in der 2. Hälfte des 12. Jhs.
Die ersten Einwohner sind offenbar Slawen gewesen, die wahrscheinlich als Kriegsgefangene oder deportierte Bevölkerung nach Niedersachsen im Zuge der Wendenkreuzzüge aus Mecklenburg und Brandenburg kamen. Das Dorf wurde als Rundling angelegt und bestand damals aus 6 Höfen.
Das Dorf wurde zunächst unter dem Namen Jeveken bekannt, dann Jevekenthorpe und erst im 16. Jh. wurde der Name germanisiert und so kam man zum Namen Gifkendorf.
Bis 1800 erfuhr das Dorf keine nennenswerte Änderung. Aber im Laufe des 19. Jhs. mit der Agrarrevolution wurden 6 weitere Höfe im Dorf gegründet. Das Dorf entwickelte sich weiter und verlor allmählich die Rundlingstruktur.
Für das Jahr 1848 wird angegeben, dass Gifkendorf 14 Wohngebäude hatte, in denen 128 Einwohner lebten. Zu der Zeit war der Ort nach Wendhausen eingepfarrt und gehörte zur Filialkirche in Vastorf, wo sich auch die Schule befand. Am 1. Dezember 1910 hatte Gifkendorf im Landkreis Lüneburg 98 Einwohner. Am 1. März 1974 wurde Gifkendorf nach Vastorf eingemeindet.

## Wirtschaft und Infrastruktur
In Gifkendorf hat der Merlin Verlag seinen Sitz.

## Persönlichkeiten
- Arno Waldschmidt (1936–2017), deutscher Zeichner und Grafiker